# Iván López (futbolista colombiano)
Iván Leonardo López  (Bogotá; 13 de mayo de 1978) es un exfutbolista colombiano de ascendencia austríaca que jugaba como defensa. López, se destacó en Independiente Santa Fe.

## Trayectoria

### Inicios
Iván López nació en Bogotá, la capital de Colombia. Allí, empezó a jugar fútbol, y siendo un niño entró a las divisiones inferiores de Independiente Santa Fe, club del que se considera hincha. Allí, empezó a entrenar en el Parque La Florida en las afueras de Bogotá, donde entrenaba bajo las órdenes de dos grandes exjugadores del conjunto cardenal como Ernesto "El Teto" Díaz y Germán "Basílico" González. Luego, se retiró por un tiempo, por el estudio. Luego a los 15 volvió a Santa Fe.

### Independiente Santa Fe
Tras estar en las inferiores, Iván debutó como profesional en un Clásico bogotano contra Millonarios en 1996. Ese día, Santa Fe ganó 4-2. A partir de ahí, se fue consolidando dentro de la nómina, y se volvió titular fijo a partir de  1998. Un año después, hizo parte de la nómina subcampeona de la Copa Merconorte. En Santa Fe, López se convirtió en uno de los mejores jugadores en su posición, y gracias a sus buenas actuaciones fue convocado para jugar con la Selección Colombia. Su exitosa etapa en el conjunto albirrojo, fue hasta finales del año 2001, ya que para el 2002 se iría al América de Cali. Así, el bogotano terminó su gran etapa en Santa Fe, donde luego de jugar más de 110 partidos; se volvió ídolo, referente y uno de los mejores laterales del Fútbol Profesional Colombiano.

### América de Cali
Después de su exitosa etapa en Independiente Santa Fe, Iván se fue a préstamo al América de Cali. En el conjunto escarlata, jugó desde el 2002 hasta el 2003, y tuvo buenos partidos tanto en el campeonato local como en la Copa Libertadores de América. 

### Regreso a Santa Fe
Luego de una buena etapa en el América, el lateral bogotano volvió a Santa Fe. Sin embargo, su segunda etapa en el cuadro cardenal duraría poco, ya que se iría a la mitad del año. 

### Millonarios
A mitad del año 2004, Santa Fe libera a Iván, y se va a Millonarios. Su etapa en el equipo embajador, fue hasta mediados del 2006, donde se fue al Deportivo Azogues del Ecuador. 

### Deportivo Azogues
Para el segundo semestre del 2006, López salió por primera vez en su carrera de Colombia para jugar en el Deportivo Azogues del Ecuador. En el fútbol ecuatoriano, tuvo buenos partidos durante su etapa de un semestre. 

### Atlético Bucaramanga
Luego de 3 años sin jugar a nivel profesional, Iván fue a jugar al Atlético Bucaramanga. En el equipo de santandereano, se retiró del fútbol profesional en el 2009.

## Selección Colombia
Gracias a sus buenas actuaciones vistiendo la camiseta de Independiente Santa Fe, Iván fue convocado para jugar con la Selección Colombia. Con la camiseta "Tricolor", jugó la Copa América del 2001, siendo importante para que su país quedara campeón primera vez en su historia; ya que en la final cobró el centro para el gol de Iván Ramiro Córdoba que le dio el título a Colombia en el Estadio Nemesio Camacho El Campín de Bogotá. 

### Participaciones enCopas Oro
| Torneo           | Sede           | Resultado  | PJ | GA | Asis |
| ---------------- | -------------- | ---------- | -- | -- | ---- |
| Copa de Oro 2000 | Estados Unidos | Subcampeón | 1  | 0  | 0    |

### Participaciones enCopas América
| Torneo            | Sede     | Resultado | PJ | GA | Asis |
| ----------------- | -------- | --------- | -- | -- | ---- |
| Copa América 2001 | Colombia | Campeón   | 3  | 0  | 1    |

### Participaciones enEliminatorias al Mundial
| Eliminatoria                                | Sede del Mundial      | Posición      | Resultado | PJ | GA | Asis |
| ------------------------------------------- | --------------------- | ------------- | --------- | -- | -- | ---- |
| Eliminatorias Mundial de Corea y Japón 2002 | Corea del Sur y Japón | 6°lugar 27pts | Eliminado | 3  | 0  | 0    |

## Clubes
| Club                 | País     | Año         |
| -------------------- | -------- | ----------- |
| Santa Fe             | Colombia | 1998 - 2002 |
| América de Cali      | Colombia | 2002 - 2003 |
| Santa Fe             | Colombia | 2003 - 2004 |
| Millonarios          | Colombia | 2004 - 2006 |
| Deportivo Azogues    | Ecuador  | 2006        |
| Atlético Bucaramanga | Colombia | 2009        |

## Palmarés

### Participaciones en Copa América
| Copa América      | Sede     | Resultado |
| ----------------- | -------- | --------- |
| Copa América 2001 | Colombia | Campeón   |